# Автобусный парк № 7 (Санкт-Петербург)
Автобусный парк № 7 — филиал СПб ГУП «Пассажиравтотранс». Обслуживает маршруты Московского, Фрунзенского, Кировского, Красносельского, Адмиралтейского, Центрального, Красногвардейского, Невского, Петроградского и Калининского районов Санкт-Петербурга.

## История
Автобусный парк № 7 был построен к Летним Олимпийским Играм 1980 года и являлся крупнейшим в Европе — он был рассчитан на 500 автобусов. 1 апреля 1980 года на линию вышли первые автобусы по маршруту № 62 (улица Костюшко — Московские Ворота). Автопарк был укомплектован, главным образом, автобусами Ikarus 260 и Ikarus 280. Последние автобусы этих моделей были отстранены от работы в 2013 году.
В октябре 2005 года в парке проходил испытания газовый автобус Scania OmniLink CL94UB 4x2 CNG. Бортовой и государственный регистрационный номера были взяты от дизельного автобуса Scania OmniLink CL94UB, который был отстранён от эксплуатации на время испытаний газового автобуса.
В 2006-2008 годах в парке проходили испытания газовые автобусы ЛиАЗ-5293.70, ЛиАЗ-5256.57 и ЛиАЗ-6212.70.
В 2006 году в состав парка были включены Пушкинский и Колпинский автобусный парки, притом Пушкинский фактически прекратил свою работу, а территория была передана в аренду ООО «Питеравто». Колпинская площадка работала в составе парка № 7 до 2013 года, после чего она вновь стала самостоятельным парком.
В 2014 году 36 сотрудников автобусного парка были направлены в Сочи на транспортное обслуживание Зимних Олимпийских Игр 2014. Также в 2014 году в парке началась эксплуатация автобусов, работающих на природном газе. На данный момент в парке помимо дизельных автобусов работают газовые автобусы моделей ЛиАЗ-6213.71, ЛиАЗ-5292.71, Volgabus-5270.G0, Volgabus-5270.G2, МАЗ-203.965, MAN A21 Lion’s City NL313 CNG.
В 2016-2017 годах в парке проходил испытания газовый автобус НефАЗ-5299-40-51 (5299UP).
В 2019 году в парке проходили испытания турецкие автобусы Mercedes-Benz Conecto (EvoBus Russland) и Mercedes-Benz Conecto G (EvoBus Russland). По окончании испытаний автобусы были выкуплены и продолжают работать на маршрутах парка.
В 2020 году в парк поступил на испытания газовый автобус НефАЗ-5299-40-57.
1 сентября 2022 года был запущен автобусный маршрут № 203. В отличие от других маршрутов СПб ГУП «Пассажиравтотранс», маршрут работает в формате «Новой модели транспортного обслуживания» Санкт-Петербурга (автобусы работают без кондуктора, оплата наличными не принимается).

## Происшествия
Весной 2007 года 24-летний петербуржец снял и унёс 73 створки с автобусов ЛиАЗ-5256, принадлежавших автобусному парку № 7. Таким образом, были разукомплектованы 23 автобуса, а общий ущерб составил 250 тысяч рублей.